# Segunda División de Andorra 2013-14
La Segunda División de Andorra 2013-14 fue la decimoquinta temporada de fútbol de segundo nivel en Andorra.

## Sistema de competición
Los ocho equipos y las siete filiales de Segunda División se enfrentaron todos contra todos en una sola rueda. Una vez finalizada la fase regular, los cuatro mejores equipos participaron de la Ronda por el campeonato.
En esta segunda y última etapa, cada equipo enfrentó a sus respectivos rivales de ronda en dos ruedas, comenzando sus participaciones con la misma cantidad de puntos con la que finalizaron la fase regular. Aquel equipo que al cierre de esta ronda sumó mayor puntuación se consagró campeón y ascendió a la Primera División de Andorra, el subcampeón jugó una promoción a doble partido contra el penúltimo de Primera para mantener su lugar en la liga o ascender.